# Въоръжени сили на Бразилия
Въоръжените сили на Бразилия включват Сухопътни войски, Военноморски сили и Военновъздушни сили. Военната полиция и военната противопожарна служба са описани в Конституцията като резервни и допълващи части на армията. В мирно време те са под контрола на отделните щати и техните губернатори и подобно на Националната гвардия на Съединените щати при криза, бедствие или в случай на война с президентски указ те могат да бъдат мобилизирани и включени в състава на сухопътните войски. Бразилските въоръжени сили са най-големите в Латинска Америка. Военната служба е задължителна, с продължителност 9 – 12 месеца. Военновъздушните сили също са най-големите в Латинска Америка и разполагат с около 700 летателни апарата и 67 хиляди служещи. Авиационната промишленост на страната е най-развитата в Латинска Америка със световно-утвърдени производители като EMBRAER и Helibras.
Военноморските сили отговарят за военноморските операции и за охраната на териториалните води на страната. Те са най-старият вид въоръжени сили на Бразилия. Освен флот, те включват и военноморска авиация, оперираща от единствения самолетоносач в западното полукълбо на друга страна освен САЩ – А12 „Сау Паулу“ (бивш френски R99 „Фош“), както и най-многобройната морска пехота в Латинска Америка, състояща се от около 15 000 души, и включваща елитния Батальон за специални операции на морските пехотинци „Тонелеро“. Към Военноморските сили има и елитна група, специализирана в превземането на кораби и морски съоръжения, Формирование бойни плувци, една от основните функции на която е защитата на нефтените платформи по протежение на бразилското крайбрежие.
Сухопътните сили на Бразилия също имат най-многочислен състав сред страните от Латинска Америка, с приблизително 290 000 военнослужещи. Те имат и най-големия брой бронетранспортьори, танкове и други бронирани колесни средства в Южна Америка. Бразилия разполага с голяма елитна част, специализирана в неконвенционални мисии – Бригада за специални операции, както и Стратегическа сила за бързи действия, съставена от елитни части (Бригадата за специални операции, Парашутно-пехотна бригада, Първи пехотен батальон за джунглата (Въздушнопреносим) и Дванадесета лекопехотна бригада (Въздушнопреносима)).
Бразилия има и елитни части, подготвени да действат в специфични природни условия, типични за нейната територия, като пантанал, каатинга, планина или джунгла. Формированията за джунглата, съставени от индианци от Амазония и професионални войници от други части на страната, имат международна репутация и са признати за най-добрите в света за действия в такава среда. Тези части формират Първа, Втора, Шестнадесета, Седемнадесета и Двадесет и трета пехотна бригада за джунглата. Основната им задача е да охраняват дългата границата в Амазонската джунгла. Армейската авиация на сухопътните войски разполага с четири вертолетни батальона. 1-ви и 2-ри, заедно с авиационното училище са разположени в армейска авиобаза Таубате, 3-ти батальон е разположен в авиобаза Кампу Гранде, а 4-ти – в авиобаза Манауш. Военната промишленост на страната е развита и експортира техника за редица страни.